# Nikolaus Becker
Pour les articles homonymes, voir Becker.
Nikolaus Becker (également Nicolaus Becker) (8 octobre 1809, Bonn, 28 août 1845 au Hünshoven, aujourd'hui un quartier de Geilenkirchen) était un juriste et écrivain allemand. Il est connu pour son poème "Rheinlied» (chanson du Rhin) de 1840, mis en musique plus de 70 fois, la plus célèbre version étant Die Wacht am Rhein.

## Le chant du Rhin

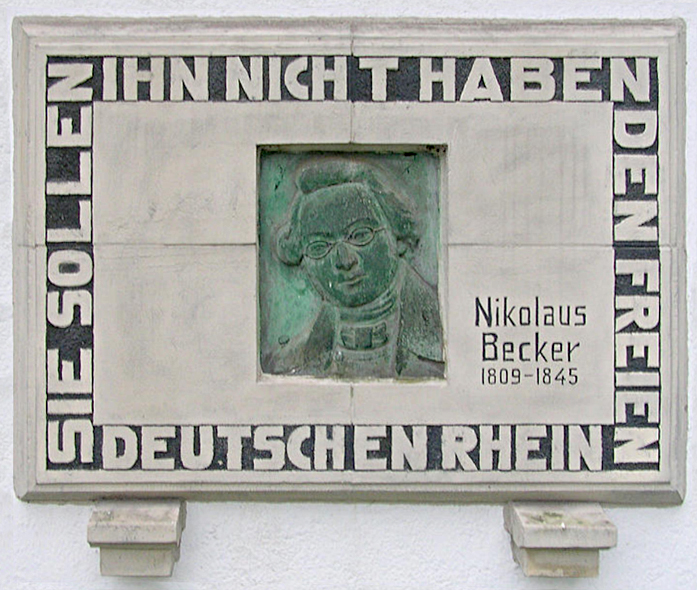
Plaque en souvenir de Nikolaus Becker et de son Rheinlied - "Sie sollen ihn nicht haben, den freien, deutschen Rhein ..." (Ils ne l'auront pas, le libre Rhin allemand)

Alors que l'inimitié franco-allemande était déjà ancienne, la crise du Rhin de 1840 lui donna une nouvelle intensité. Cette crise fut causée par le Premier ministre français Adolphe Thiers, qui exprima de nouveau la revendication française de possession de la rive gauche du Rhin décrite comme « la frontière naturelle de la France » et qui était déjà française trente ans auparavant sous le Premier Empire. En réponse, Becker écrivit un poème intitulé Rheinlied, qui contenait le vers: Sie sollen nicht ihn haben, den freien, deutschen Rhein  ... (« Ils ne doivent pas l'avoir, le libre Rhin allemand », le Sie désignant les Français).
Ce poème patriotique lui apporta beaucoup d'éloges de toute l'Allemagne. Le roi de Prusse Frédéric-Guillaume IV de Prusse lui envoya 1000 thaler et le roi Louis Ier de Bavière l'honora d'un trophée honorifique. Le Rheinlied a été mis en musique plus de 70 fois et d'autres chants du Rhin furent composées, le plus célèbre étant Die Wacht am Rhein.
Comme le chant froissait le sentiment patriotique français, il entraîna des réponses de même nature dont celle d'Alfred de Musset : « Nous l'avons eu votre Rhin allemand » qui remuait le couteau dans la plaie que Napoléon avait causée, tandis que la « Marseillaise de la paix » (1841) de Lamartine était d'un ton plus conciliant

## Anecdotes
Heinrich Heine critiqua le chauvinisme anti-français de la chanson et laisse dans Deutschland. Ein Wintermärchen (de) le «Père Rhin» faire ce commentaire:

Zu Biberich hab ich Steine verschluckt,

Wahrhaftig, sie schmeckten nicht lecker!

doch schwerer liegen im Magen mir

die Verse von Niklas Becker.

(J'ai avalé des pierres pour me désaltérer,

Vraiment, elles n'étaient pas délicieuses !

Mais plus lourd sur l'estomac, 

Me pèsent les vers du Niklas Becker.)
Le sculpteur Henry Eschweiler de Cologne créa un mémorial avec un médaillon en relief du poète, dévoilé à Geilenkirchen le 13 août 1899. Le monument n'a pas survécu à la Seconde Guerre mondiale.
Becker publia un recueil de poèmes (Cologne 1841) insignifiants et vite oubliés.